# 内伯尔河
內伯爾河（德語：Nebel，德語發音：[ˈneːbl̩] ⓘ）是德國的河流，屬於瓦尔诺河的右支流，位於梅克倫堡-前波美拉尼亞州，河道全長60公里，流經濱湖克拉科和居斯特羅。